# Obec architektů
Obec architektů (OA) je kulturní platforma stavu českých architektů zajišťující spolkovou činnost s cílem propagovat české architekty široké odborné i laické veřejnosti v Česku i v zahraničí. Svou činností navazuje na Svaz Architektů, ze kterého se v roce 1989 transformovala. Hlásí se také k tradici a návaznosti na spolky architektů první republiky sahající až do roku 1935. V letech 1990–1993 spoluzakládala profesní organizaci Českou komoru architektů.
OA je členem Visegrádské skupiny (V4) a v roce 2017 obnovila členství České republiky v Mezinárodním svazu architektů (UIA), za účelem ochrany práv českých architektů ve světě. Navázala tak na členství v UIA, kterou v roce 1948 spoluzakládala. V roce 1967 se pořádal světový kongres UIA v Praze, za geografický region II (státy bývalého Sovětského svazu, jeho satelity a státy předního východu), kam patřila také tehdejší ČSSR, byl zvolen Vladimír Machonin.

## Grand Prix Architektů - Národní cena za architekturu
Grand Prix Architektů - Národní cena za architekturu je největší architektonická soutěžní přehlídka, kterou pořádá Obec Architektů. 
V roce 1993 ji založila architektka Alena Šrámková, která je označována za první dámu české architektury 

## Cena Jože Plečnika
Cenu Jože Plečnika uděluje Obec architektů za celoživotní přínos architektuře a stavitelství významným architektům a stavitelům z České a Slovenské republiky.